# جري الوحوش (فلم)
جري الوحوش فيلم إثارة مصري من إنتاج سنة 1987. الفيلم من إخراج علي عبد الخالق، وتأليف محمود أبو زيد، وإنتاج حسين الصباح، ومن بطولة نور الشريف، ومحمود عبد العزيز، وحسين فهمي، ونورا، وحسين الشربيني، وهدى رمزي. يوضح الفيلم الصراع بين الدين والعلم، وضرورة تقبل الإنسان لقدره والرضا برزقه، وعلامات السعادة الثلاثة: المال، البنون، والصحة.

## القصة
نجح الدكتور نبيه في تجاربه على النسانيس لعلاج العقم بزرع جزء من الفص الأمامى للغدة النخامية في غدة النسناس العقيم، وقد ترك زوجته الإنجليزية وإبنته في لندن وعاد للقاهرة، حيث مستشفاه الكبير، ساعيًا لتجربة ما وصل إليه على الإنسان.
لكن إحتاج للمال فذهب لصديقه المحامي عبد الحكيم لبيع عمارته بالإسكندرية، وعرض المشاركة في المشروع على صديقه سعيد أبو الدهب تاجر الذهب الثرى، والذي إستهوته الفكرة، حيث أنه متزوج من وفاء منذ عشرين عامًا، ولم يهبه الله الولد، ولأنه يحب زوجته لم يفكر في الزواج من أخرى، وطلب د.نبيه من صديقه سعيد ان يعثر له على من يتبرع بجزء من غدته النخامية، ففكر سعيد في إيجاد متبرع لصالحه هو، وكلف أبو الرخريخ بإيجاد متبرع مقابل عشرين ألف جنيه، ثم مالبث ان رفعها إلى مئتي ألف جنيه عندما لم يجد المتبرع.
أخيرا وجد ضالته في المنجد عبد القوى شديد الذي جاء للقاهرة لبيع أسورة ذهبية من اجل تكاليف إجهاض زوجته نواشى حيث أنه لديه ثلاث أبناء لايقوى على نفقاتهم، وإكتشف ان الأسورة مزيفة، بعد ان أقرضتها نواشى لبعض جيرانها، فقامت إحداهن بإستبدالها، واستغل سعيد الموقف وحاجة عبد القوى للمال، وعرض عليه مبلغا كبيرا، ولكن عبد القوى تردد، خصوصًا وأن المحامي عبد الحكيم تدخل في الأمر وأبدى امتعاضه من التدخل في تغيير ماخلق الله، وعارض نقل الأعضاء، ولكن طمع عبد القوى وإطمئنانه لعدم إصابته بأى أذى، جعله يطلب من سعيد نصف ثروته، وإضطر سعيد للموافقة على منحه مليونَي جنيه، ولكن عبد الحكيم رفض ان يحرر لهم عقد إتفاق لعدم مشروعية الإتفاق، لتعارضة مع القوانين المصرية، فقرر د.نبيه إجراء الجراحة بلندن، وبرر عبد القوى لزوجته نواشى سفره للخارج، من أجل تنجيد حجرة نوم ابنة مأمور قسم لندن، وعاد الجميع بعد ثلاث أشهر، وحاول سعيد مع زوجته وفاء التي حملت حملا كاذبا، وأكد الطبيب إنها وصلت لسن إنقطاع الطمث، واستحالة حملها، وإضطر سعيد للزواج من مساعدة د. نبيه الآنسة سوزى من أجل الحصول على المولود فقط مقابل مائة ألف جنيه دفعهم د.نبيه، وطلبت وفاء الطلاق، ولكن سعيد أصيب بنوبة برد وتطورت الأمور وتدهورت صحته ولازم الفراش وعادت وفاء للعناية به، ولكن سعيد أصيب بشلل، بينما اكتشف عبد القوى أنه قد فقد قدرته الجنسية ولم يعد مثل السابق، وظنت زوجته نواشى أنه فلاتى يلعب بذيله خارج المنزل بعد أن جرى المال بين يديه، وتم عرض عبد القوى على طبيب نفسي ولم تفلح جهوده لعودة عبد القوى لسابق نشاطه، فحاول البحث عن متبرع له بجزء من غدته، ووافق د.نبيه على إجراء العملية، لكن تعذر وجود المتبرع، وأصاب عبد القوى بخلل عقلى.

## نظرية الشيخ محمد متولي الشعراوي
قدم الفيلم نظرية الشيخ محمد متولي الشعراوى والتي شرحها المحامي عبد الحكيم (حسين الشربينى) في أحد المشاهد المهمة بالفيلم. قائلًا: «إن الله سبحانه وتعالى وزع الأرزاق على البشر ولكن بطريقة لا يعلمها إلا هو، ولكن الأكيد هو أن كل إنسان وهبه الله رزقه كاملًا (24 قيراط)، ولكن تم توزيعه بشكل مختلف إما في المال أو البنون أو الصحة أو العمل، أو الزوجة الصالحة».

## طاقم التمثيل
- نور الشريف بدور سعيد أبو الدهب[5][6]
- محمود عبد العزيز بدور عبد القوي شديد
- حسين فهمي بدور د. نبيه
- نورا بدور نوسة
- حسين الشربيني بدور عبد الحكيم
- هدى رمزي بدور وفاء
- فؤاد خليل بدور الدكتور النفسي
- لمياء الجداوي
- نعيمة الصغير
- سعيدة جلال
- عبد الله مشرف
- حافظ أمين
- رأفت راجي
- عدلي الشرقاوي
- حسين عرعر
- سيد مصطفى
- سالم مصطفى
- عبد الله حفني
- زياد مكوك

## فلسفة أسماء الشخصيات
- سعيد أبو الدهب: هو الثري الذي حاز المال والثروة ولكنه لم يحظا بالصحة التي تساعده على الإنجاب.
- عبد القوى شديد: هو الذي حاز الصحة والقوة والقدرة على الإنجاب ولكنه لم يحظا بالمال.
- الدكتور نبيه: هو الذي حاز العلم لتحقيق أهدافه العلمية حتى وإن كانت على حساب العلاقات الإنسانية.
- المحامى عبد الحكيم: هو الذي حاز الحكمة والقانون والدين والأخلاق ولكن لم يسمع أحدًا وجهة نظره التي أثبتت صحتها فيما بعد.
- وفاء: هي زوجة سعيد والتي ظلت مخلصة لعلاقتها به وبحبه ولكنها أصبحت غير قادرة، ولكن عندما أراد القدر الجمع بينهما، عادت وفاء إلى سعيد في النهاية وهي راضية بإسمها وحظها.

## نهاية الفيلم
الفيلم ينتهي نهاية وأضحة لا جدال فيها عن خط الفيلم وعن الرسالة التي أراد صناع الفيلم تقديمها، فكانت مأساوية إلى حد كبير، فقد أصاب سعيد الشلل، وأصاب عبد القوى الجنون، وأصاب الدكتور نبيه الإحباط والفشل، وأصبحت وجهة نظر عبد الحكيم المحامي هي وجهة النظر السليمة والتي لم تخرج عن نطاق ومبادئ وأخلاقيات الدين والعلم. 
وإنتهى أخر مشهد في الفيلم بآية قرآنية ﴿سَلْ بَنِي إِسْرَائِيلَ كَمْ آتَيْنَاهُمْ مِنْ آيَةٍ بَيِّنَةٍ وَمَنْ يُبَدِّلْ نِعْمَةَ اللَّهِ مِنْ بَعْدِ مَا جَاءَتْهُ فَإِنَّ اللَّهَ شَدِيدُ الْعِقَابِ ۝٢١١﴾ آية 211 سورة البقرة.

## وصلات خارجية
- جري الوحوش على موقع قاعدة بيانات الأفلام العربية
- جري الوحوش على موقع IMDb (بالإنجليزية)